# Secante (trigonometria)

Grafico della funzione secante

In matematica, la secante di un angolo è una funzione trigonometrica definita come il reciproco del coseno dello stesso angolo, ossia:
{\displaystyle \sec \alpha ={\frac {1}{\cos \alpha }}.}

## Definizione geometrica

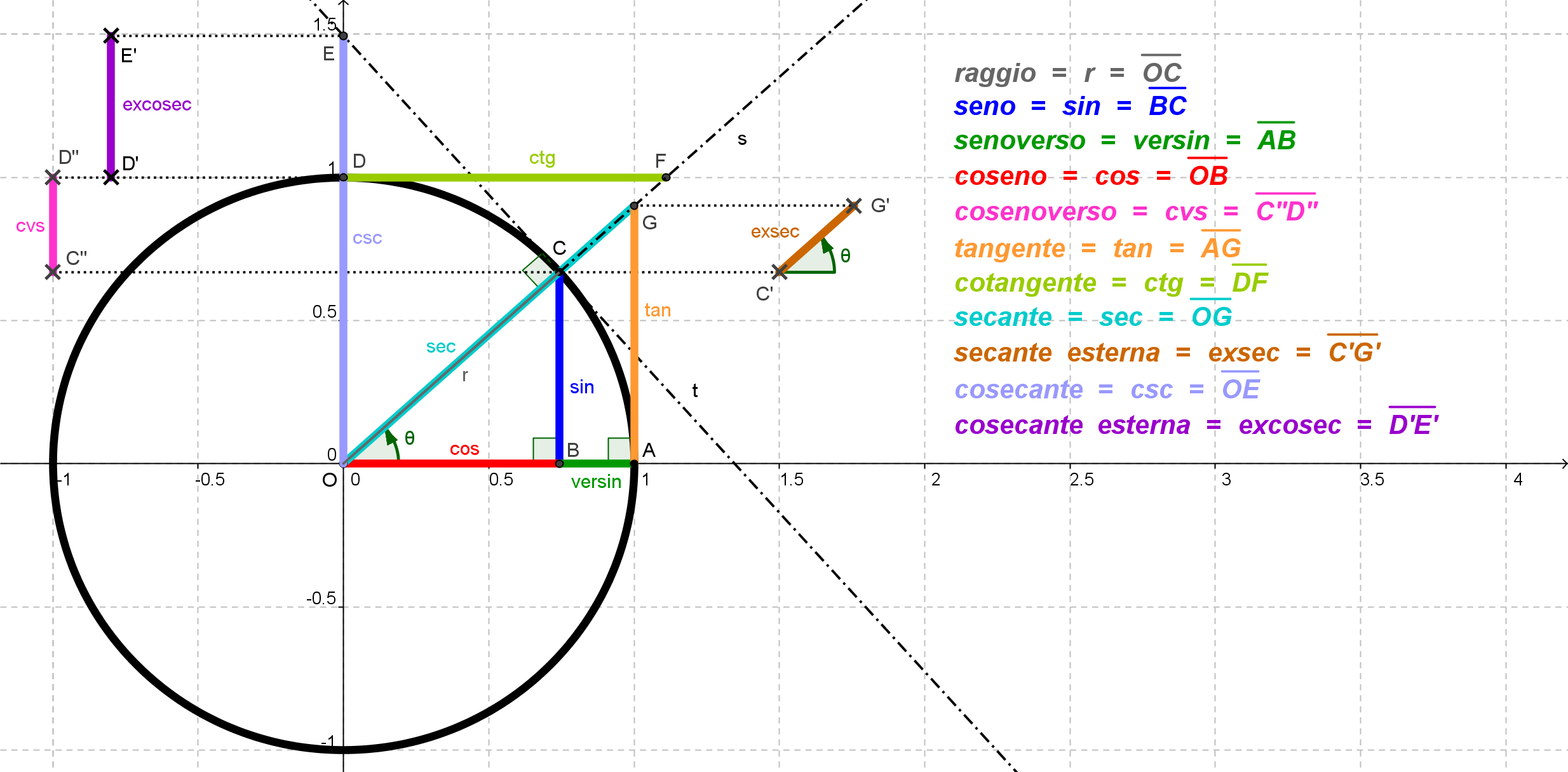
Fig. 1 - Geometricamente, la secante può essere vista anche come l'ipotenusa del triangolo rettangolo avente come cateti il raggio della circonferenza unitaria e la tangente dell'angolo

Data una circonferenza unitaria di centro {\displaystyle O}, l'angolo al centro {\displaystyle \theta } tale che {\displaystyle \theta \not ={\frac {\pi }{2}}+k\pi }, con {\displaystyle k\in \mathbb {Z} }, individua su questa un punto {\displaystyle C}. La retta tangente alla circonferenza in {\displaystyle C} interseca l'asse {\displaystyle x} nel punto {\displaystyle B}; si definisce secante di {\displaystyle \theta } l'ascissa del punto {\displaystyle B} così definito (vedi Fig. 2).
In un triangolo rettangolo la secante di uno dei due angoli acuti corrisponde al rapporto fra l'ipotenusa e il cateto adiacente: da questa affermazione emerge che la secante corrisponde all'ipotenusa del triangolo rettangolo avente come cateti il raggio della circonferenza unitaria e la tangente dello stesso angolo (vedi Fig. 1); da ciò, per il teorema di Pitagora, si ottengono le formule:
{\displaystyle \sec ^{2}\theta =1+\tan ^{2}\theta ,}
{\displaystyle \sec \theta ={\sqrt {1+\tan ^{2}\theta }},}
comunque deducibili dalla definizione di secante.
La funzione secante è definita su tutto {\displaystyle \mathbb {R} } tranne che nei punti {\displaystyle x={\frac {\pi }{2}}+k\pi }, con {\displaystyle k\in \mathbb {Z} }, mentre la sua immagine è tutto l'insieme {\displaystyle \mathbb {R} } escluso l'intervallo {\displaystyle \left(-1,1\right)}.
{\displaystyle \sec :\mathbb {R} \setminus \left\{{\frac {\pi }{2}}+k\pi ,k\in \mathbb {Z} \right\}\rightarrow \mathbb {R} \setminus \left(-1,1\right)}

### Dimostrazione

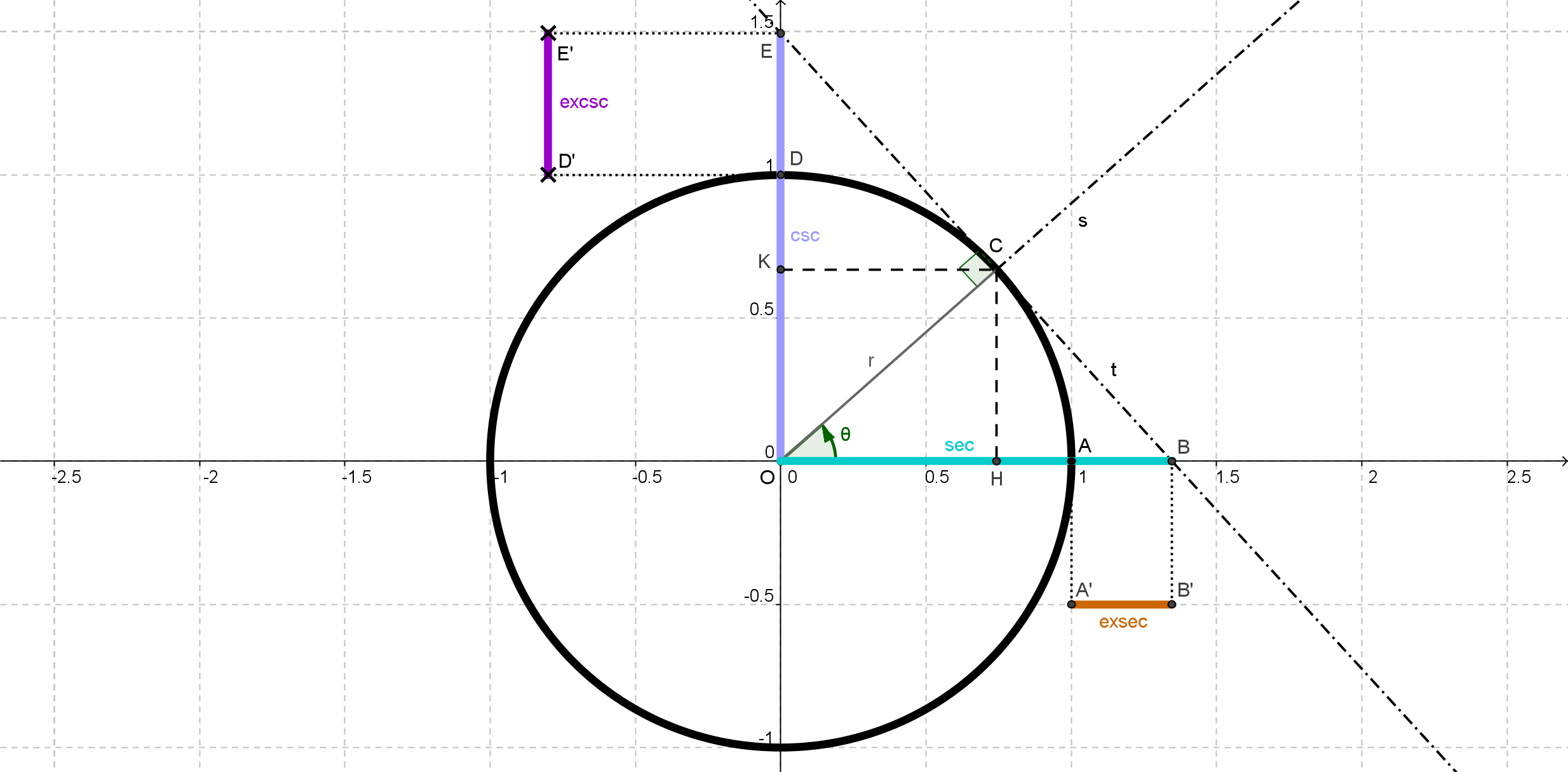
Fig. 2 - Relazione tra secante, secante esterna, cosecante e cosecante esterna

Dimostriamo che {\displaystyle \sec \theta ={\frac {1}{\cos \theta }}}.
Il triangolo {\displaystyle {\overset {\vartriangle }{AOG}}} è simile al triangolo {\displaystyle {\overset {\vartriangle }{COB}}} (vedi fig.1).
Per il teorema di Talete vale la proporzione:
{\displaystyle {OC \over OB}={OG \over OA}}
Ora
{\displaystyle OB=\cos \theta ,}
{\displaystyle OC=1,}
{\displaystyle OG=\sec \theta ,}
{\displaystyle OA=1.}
Quindi:
{\displaystyle {\frac {1}{\cos \theta }}={\frac {\sec \theta }{1}},}
da cui
{\displaystyle \sec \theta ={\frac {1}{\cos \theta }}.}

### Calcolo dell'insieme di definizione e dell'immagine
I punti {\displaystyle x={\frac {\pi }{2}}+k\pi \in \mathbb {R} } devono essere esclusi dal dominio, poiché la funzione {\displaystyle \cos } si trova al denominatore e si annulla in questi punti. Per quanto riguarda l'immagine, invece, si ha
{\displaystyle \forall x\in \mathbb {R} ,\quad -1\leq \cos x\leq 1,}
ossia
{\displaystyle \forall x\in \mathbb {R} ,\quad \cos x\geq -1\wedge \cos x\leq 1.}
Pertanto
{\displaystyle \forall x\in \mathbb {R} ,\quad {\frac {1}{\cos x}}=\sec x\leq -1\wedge {\frac {1}{\cos x}}=\sec x\geq 1,}
ossia
{\displaystyle \forall x\in \mathbb {R} ,\quad \sec x\in \left(-\infty ,-1\right]\cup \left[1,+\infty \right]=\mathbb {R} \setminus \left(-1,1\right).}

## Valori notevoli
Una tabella di alcuni valori notevoli può essere ottenuta facilmente ricordando che {\displaystyle \sec x={1 \over \cos x}}:
| {\displaystyle x} in radianti | 0                 | {\displaystyle {\frac {\pi }{12}}}      | {\displaystyle {\frac {\pi }{6}}}         | {\displaystyle {\frac {\pi }{4}}} | {\displaystyle {\frac {\pi }{3}}} | {\displaystyle {\frac {5}{12}}\pi }     | {\displaystyle {\frac {\pi }{2}}} | {\displaystyle \pi } | {\displaystyle {\frac {3\pi }{2}}} | {\displaystyle 2\pi } |
| {\displaystyle x} in gradi    | 0°                | 15°                                     | 30°                                       | 45°                               | 60°                               | 75°                                     | 90°                               | 180°                 | 270°                               | 360°                  |
| {\displaystyle \sec(x)}       | {\displaystyle 1} | {\displaystyle {\sqrt {6}}-{\sqrt {2}}} | {\displaystyle {\frac {2{\sqrt {3}}}{3}}} | {\displaystyle {\sqrt {2}}}       | {\displaystyle 2}                 | {\displaystyle {\sqrt {6}}+{\sqrt {2}}} | {\displaystyle \nexists }         | {\displaystyle -1}   | {\displaystyle \nexists }          | {\displaystyle 1}     |

## Derivate
La derivata prima della secante, e le sue derivate successive, si ottengono ricordando la sua definizione ed applicando la regola di derivazione di una quoziente:
{\displaystyle {\frac {\mathrm {d} }{\mathrm {d} x}}\sec x={\frac {\mathrm {d} }{\mathrm {d} x}}{\frac {1}{\cos x}}={\frac {\sin x}{\cos ^{2}x}}=\sec x\cdot \tan x.}
{\displaystyle {\frac {\mathrm {d} ^{2}}{\mathrm {d} x^{2}}}\sec x={\frac {\mathrm {d} }{\mathrm {d} x}}{\frac {\tan x}{\cos x}}={\frac {\mathrm {d} }{\mathrm {d} x}}{\frac {\sin x}{\cos ^{2}x}}={\frac {1+\sin ^{2}x}{\cos ^{3}x}}=\sec ^{3}x\left(1+\sin ^{2}x\right).}

## Relazione trigonometrica secante-cosecante
Conseguenza della prima relazione fondamentale della trigonometria {\displaystyle (\cos ^{2}x+\sin ^{2}x=1)} è la seguente relazione tra secante e cosecante:
{\displaystyle \mathrm {cosec} ^{2}x+\sec ^{2}x=\mathrm {cosec} ^{2}x\cdot \sec ^{2}x}
per ogni {\displaystyle x\neq k{\pi  \over 2}} con {\displaystyle k\in \mathbb {Z} }.
La relazione si ottiene facilmente dividendo la relazione fondamentale per {\displaystyle \sin ^{2}x\cdot \cos ^{2}x}.